# Maricica Cornici
Irina Maricica Cornici (* 1982; † 17. Juni 2005 in Tanacu, Kreis Vaslui, Ostrumänien) wurde bekannt als rumänische Nonne, die drei Monate nach ihrem Eintritt in das rumänisch-orthodoxe Kloster der Heiligen Dreifaltigkeit während einer „Teufelsaustreibung“ zu Tode kam.
Irina Maricica Cornici war in einem Waisenheim im westrumänischen Arad, nach anderen Quellen in Deva, aufgewachsen. Sie arbeitete zwei Jahre als Aupair-Mädchen in Niederbayern und soll in dieser Zeit 4000 Euro gespart haben. Drei Monate vor ihrem Tod besuchte sie eine Freundin im Kloster in Tanacu, nahe der Grenze zu Moldawien. Sie kehrte kurz nach Arad zurück, um die 4000 Euro abzuholen, die sie bei einer befreundeten Familie deponiert hatte. Die Familie soll jedoch den größten Teil des Geldes, bis auf 500 Euro, in eine Eigentumswohnung investiert haben. Irina kehrte am Boden zerstört nach Tanacu zurück und trat dort ins Kloster ein. Nach einem Monat Aufenthalt diagnostizierten Ärzte im Krankenhaus von Vaslui beginnende Schizophrenie. Auf Drängen von Nonnen wurde sie vom zuständigen Arzt Gheorghe Silvestrovici mit der Auflage, nach zehn Tagen wieder vorzusprechen, aus dem Krankenhaus entlassen.
Aufgrund ihrer Schizophrenie wurde sie von dem 29-jährigen Priester und Prior Daniel Corogeanu für vom Teufel besessen erklärt. Am 10. Juni 2005 fesselte dieser mit Hilfe von vier Nonnen Arme und Beine der jungen Frau. Als diese Behandlung auch am 13. Juni nicht die erhoffte Wirkung zeigte, kettete der Priester Maricica Cornici mit Hilfe derselben vier Nonnen an ein Kreuz und knebelte sie, um den „Geist“ daran zu hindern, sich zu äußern. Sie bekam weder zu essen noch zu trinken und wurde in regelmäßigen Abständen geschlagen. Am Morgen des 15. Juni 2005 hatte sich ihr Zustand durch diese Behandlung so verschlechtert, dass ein Rettungswagen herbeigeholt werden musste. Maricica Cornici starb auf dem Weg ins Krankenhaus.
Der Prior und die vier Glaubensschwestern wurden Ende Juni 2005 inhaftiert, am 27. Juli 2005 jedoch zunächst wieder auf freien Fuß gesetzt. Der Staatsanwalt Ovidiu Berinde warf dem Priester Mord und Körperverletzung vor. Während des Verhörs erklärten sich die fünf Angeklagten für unschuldig und versicherten, gehandelt zu haben, um Schaden von der jungen Frau abzuwenden. In einer Presseerklärung des Klosters hieß es weiter: „Sie war krank und besessen. Wir haben Messen abgehalten, um den bösen Geist aus ihr zu vertreiben. Vom religiösen Standpunkt aus war unser Handeln also vollkommen korrekt.“
Am 20. Februar 2007 wurde Daniel Corogeanu von einem Gericht in Vaslui zu 14 Jahren Gefängnis verurteilt. Auch die beteiligten Nonnen erhielten Haftstrafen von einmal 8 und dreimal 5 Jahren. Die Orthodoxe Kirche entzog Corogeanu die Priesterwürde und exkommunizierte die Nonnen.
Die Enthüllungen der Todesumstände von Maricica Cornici lösten in Rumänien eine lebhafte Debatte über von der Orthodoxen Kirche offenbar gebilligte mittelalterliche Praktiken aus. Ein Großteil der mehrhundertköpfigen Menschenmenge, die sich nach der Festnahme der Beschuldigten vor dem Gefängnis versammelte, soll sich jedoch mit diesen solidarisch erklärt haben.
Die Orthodoxe Kirche führte nach den Ereignissen Reformen ein, unter anderem psychologische Tests für Personen, die sich um den Eintritt in ein Kloster bewerben.
2012 erschien der Film Jenseits der Hügel, der auf den Umständen von Maricica Cornicis Tod basiert.